# Mauvesin (Òlt i Garona)
Mauvesin sus Gupie (en francès Mauvezin-sur-Gupie) és un municipi francès situat al departament d'Òlt i Garona i a la regió de la Nova Aquitània. Va formar part de Marmanda fins al 1972.

## Demografia
| 1962                                       | 1968 | 1975 | 1982 | 1990 | 1999 | 2007 |
| ------------------------------------------ | ---- | ---- | ---- | ---- | ---- | ---- |
| 463                                        | 426  | 376  | 413  | 455  | 429  | 444  |
| Des de 1962: població sense dobles comptes |      |      |      |      |      |      |

## Administració
| Període   | Identitat            | Partit |
| --------- | -------------------- | ------ |
| 2001-2008 | Marie-Corinne Bernis |        |
| 2008-     | Daniel Bordeneuve    |        |